# Wyzwolenie Narodowe i Społeczne

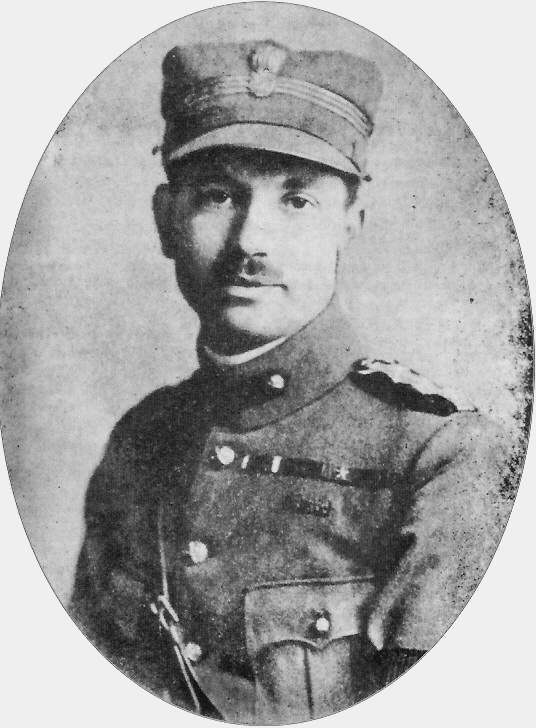
Dimitrios Psarros

Wyzwolenie Narodowe i Społeczne (gr. Εθνική και Κοινωνική Απελευθέρωσις, Ethniki kai Koinoniki Apeleftherosis, EKKA) – greckie narodowe ugrupowanie konspiracyjne podczas II wojny światowej.

## Historia
Po zajęciu Grecji przez wojska włosko-niemieckie pod koniec kwietnia 1941 r., płk Dimitrios Psarros współtworzył w rejonie Amfisy konspiracyjną grupę zbrojną. Następnie przybył do greckiej Macedonii, gdzie zorganizował oddziały partyzanckie walczące z bułgarskimi okupantami. Jesienią 1942 r. powrócił do południowej Grecji, tworząc wespół z działaczem politycznym Giorgosem Kartalisem oraz oficerami Dimitriosem Karachristosem, Dimitrosem Georgantasem, Euripidesem Bakirtzisem i kilkoma innymi organizację pod nazwą Wyzwolenie Narodowe i Społeczne. Celem EKKA była walka z niemieckimi okupantami o niepodległość Grecji z ustrojem republikańskim i szeroko rozbudowanymi prawami socjalnymi. Głoszono hasła antykomunistyczne. Ramieniem zbrojnym organizacji stał się 5/42 Pułk Evzonów, sformowany na pocz. 1943 r. Jego nazwa nawiązywała do przedwojennego oddziału armii greckiej, w którym służył płk D. Psarros. Liczył ok. 1 tys. partyzantów. Największa aktywność EKKA obejmowała centralną Grecję, zwłaszcza Fokidę. W maju i czerwcu 1943 r. doszło do starć z dominującymi w ruchu oporu partyzanckimi oddziałami ELAS, będącego ramieniem Narodowego Frontu Wyzwolenia EAM, z dużym udziałem komunistów. Pod naciskiem brytyjskiej misji wojskowej w lipcu tego roku doszło do zawarcia porozumienia pomiędzy EKKA i ELAS. Nie zahamowało to jednak kolejnych ataków ze strony tej partyzantki. W poł. kwietnia 1944 r. doszło do najgroźniejszego ataku na 5/42 Pułk Evzonów, który po 3-dniowej bitwie został całkowicie rozbity. Około 400 członków pułku zbiegło na Peloponez, z czego ponad 100 weszło następnie w skład Bataliou Bezpieczeństwa w Patras, będącego greckim oddziałem, współdziałającym z Niemcami. Większa część żołnierzy, wraz z płk. D. Psarrosem została wzięta do niewoli.
Przywódcę EKKA, już jako jeńca, zastrzelił wysoki oficer ELAS, będący aktywnym członkiem partii komunistycznej, następnie dobijając go nożem. KPG uchyliła się od odpowiedzialności za zabójstwo, wskazując na motyw zemsty osobistej i działanie w afekcie.